# Antym (patriarcha Jerozolimy)
Antym (ur. 1717, zm. 1808) – prawosławny patriarcha Jerozolimy w latach 1788–1808.